# Altstädter Kirche (Erlangen)

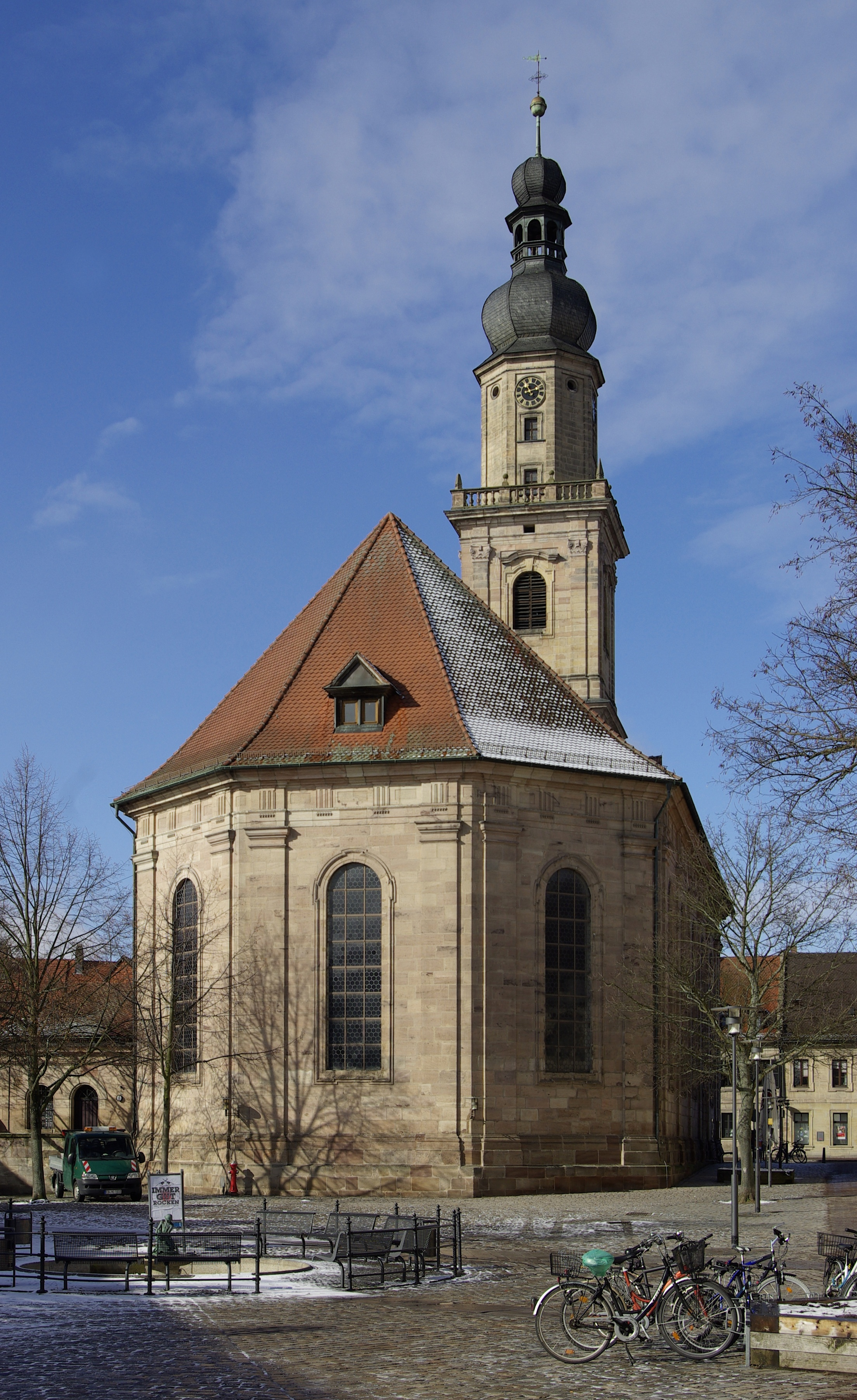
Altstädter Kirche von Osten (2013)

Die Altstädter Kirche (auch: Altstädter Dreifaltigkeitskirche) ist das barocke Kirchengebäude der evangelisch-lutherischen Gemeinde in der Erlanger Altstadt. Neben der ebenfalls evangelisch-lutherischen Neustädter Kirche und der evangelisch-reformierten Hugenottenkirche ist sie eine der drei großen Kirchen der Erlanger Innenstadt, deren Türme bis heute das Stadtbild prägen.

## Geschichte

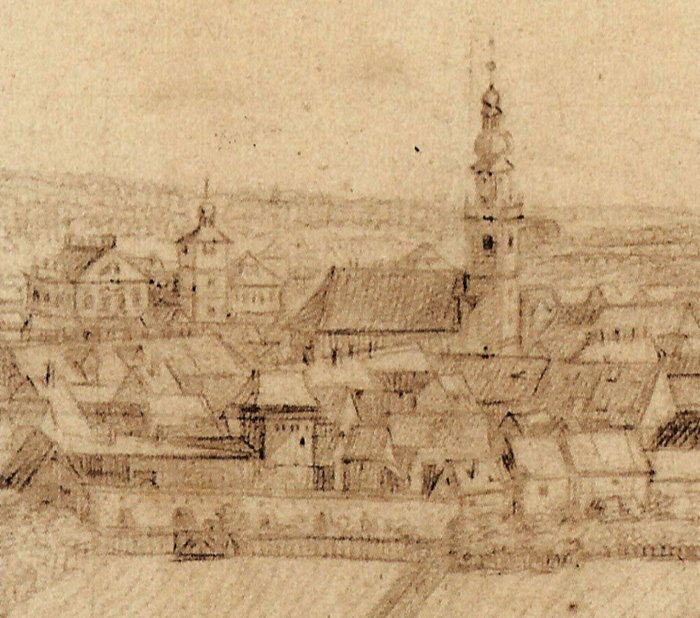
Historische Zeichnung der Altstadt Erlangen (um 1730)

Ein erster Kirchenbau an der Stelle des heutigen Gotteshauses, eine Marienkapelle, ist für das Jahr 1288 bezeugt. Dieser gehörte zum Martinsstift Forchheim und somit zum Bistum Bamberg. Er stand inmitten des damaligen Altstädter Friedhofs (heutiger Altstädter Kirchenplatz), der bereits im 17. Jahrhundert aufgelassen wurde. Im Jahr 1528 wurde durch den Landesherrn die Reformation und der erste lutherische Pfarrer eingeführt. Im Jahr 1632, also mitten im Dreißigjährigen Krieg, wurde dieses erste Kirchengebäude niedergebrannt. 1655 erfolgte ein barocker Neubau, der bereits der heiligen Dreifaltigkeit geweiht war. Dieser wurde jedoch schon 1706 beim großen Altstadtbrand von Erlangen völlig zerstört.
Der heutige Barockbau wurde zwischen 1709 und 1721 nach den Plänen des Bamberger Baumeisters Wenzel Perner errichtet; an der Bauausführung war auch der Erlanger Johann Georg Kannhäuser beteiligt. Die Grundsteinlegung erfolgte am 29. Juli 1709, die Weihe wurde am 2. März 1721 vorgenommen. Die Fertigstellung des 55,5 Meter hohen Westturms dauerte bis 1726. Renovierungen erfolgten unter anderem in den Jahren 1932 und 1960, wobei die in den Jahren 1906 bis 1912 angeschafften Glasfenster verloren gingen. Im Jahr 1978 wurde eine weitere Außenrenovierung, 1986 eine Innenrenovierung durchgeführt.

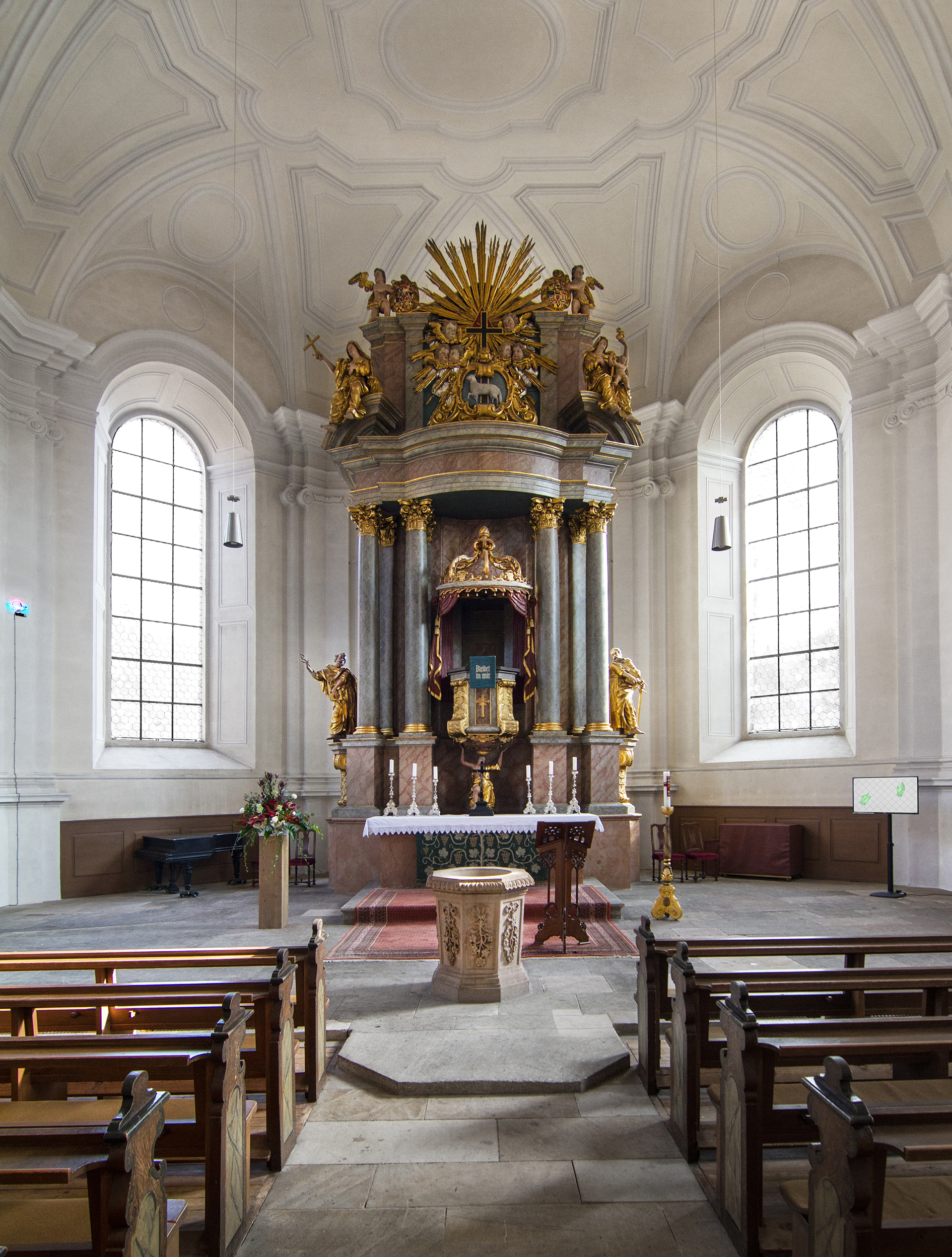
Gruppenausstellung waste and void, l.v. Altar die Lichtinstallation "ALTISSIMUM PLANETAM TERGEMINUM OBSERVAVI" von Sebastian Wanke, r.v. Altar die Videoarbeit "R100G – Motion" von Paul Schwaderer.

Im Jahr 2019 veranstaltete die Künstler Gruppe ARTISAN unter Leitung von Sebastian Hertrich und Sebastian Wanke eine Gruppenausstellung mit dem Titel "waste and void" in Erlanger Kirchen, so auch in der Altstädter Kirche.

## Beschreibung

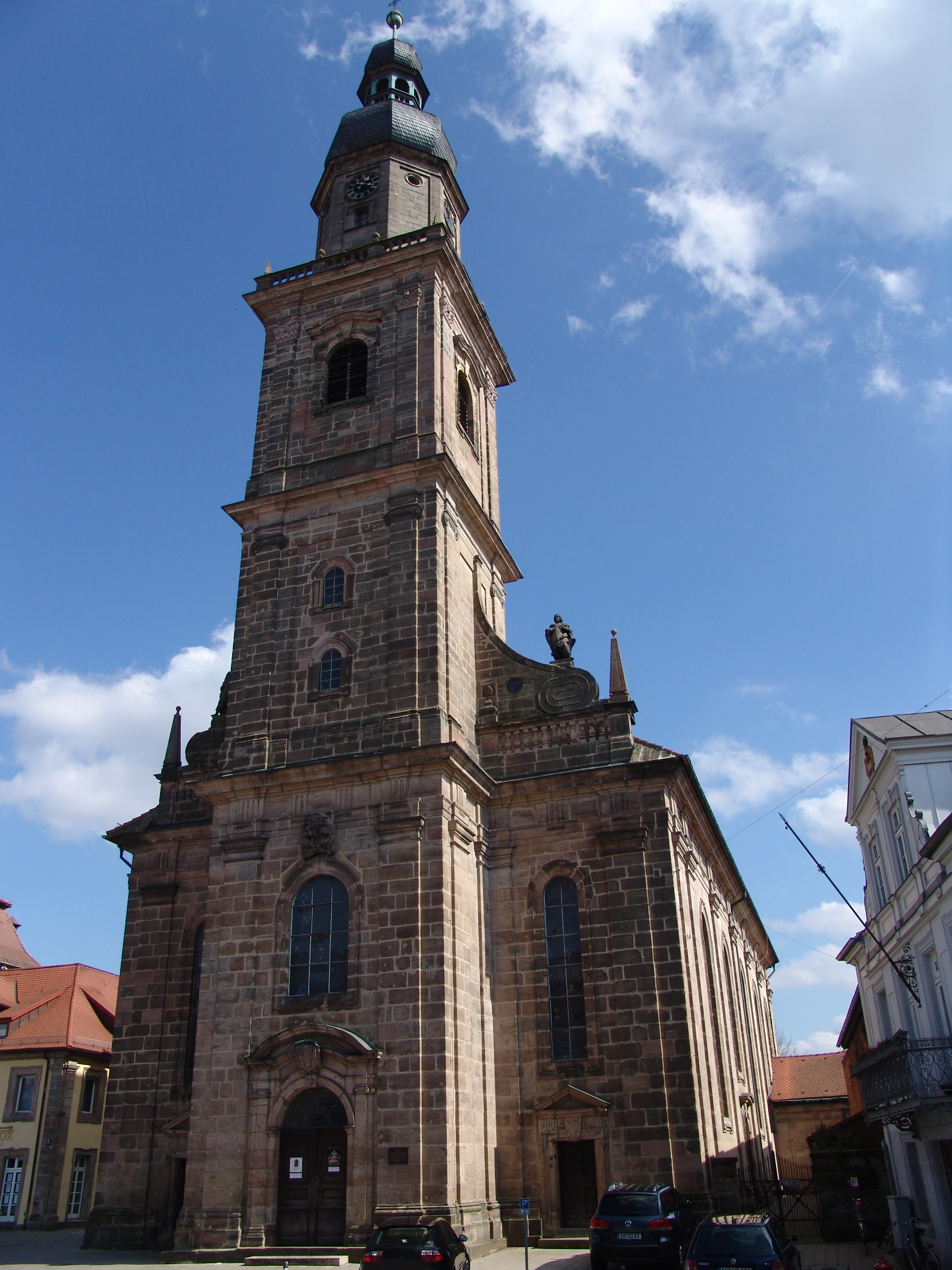
Turm (2008)

Orgelprospekt mit Schleierwerk

### Außenbau
Die Altstädter Kirche handelt es sich um einen aus Sandsteinquadern errichteten Saalbau. Dieser umfasst fünf Langhausachsen und einen dreiseitigen, nicht eingezogenen Chorschluss. Die Westfassade dient als Schaufassade zum Martin-Luther-Platz hin. Sie ist dreiachsig angelegt, wobei die mittlere Achse durch den unten halb in das Kirchenschiff einspringenden Turm gebildet wird. Der Außenbau wird durch umlaufende, hohe Rundbogenfenster und Pilaster mit toskanischen Kapitellen gegliedert. Es existieren zwei Kirchenportale, eines auf der Nordseite und eines auf der Westseite im Turmerdgeschoss. Aufgrund der ähnlichen Entstehungszeit und der Konzeption Erlangens als barocke Planstadt weist die Altstädter Kirche erhebliche Parallelen zu den beiden anderen großen Innenstadtkirchen, der Neustädter Kirche und der Hugenottenkirche, auf. Wie auch die Neustädter Kirche ist sie im sogenannten Markgrafenstil ausgeführt.

### Innenraum und Ausstattung
Der wohl proportionierte Innenraum, der ebenfalls von Pilastern gegliedert wird, ist von einem Muldengewölbe mit geometrischem Stuck überspannt. Diese stammt von Johann Georg Kannhäuser. Es sind einige Stuckrahmen zu sehen, die anfangs für eine Ausmalung vorgesehen waren; diese wurde aber nie ausgeführt. Auf drei Seiten zieht sich eine hölzerne Empore entlang der Seitenwände des Kirchenschiffs; das zweite Emporengeschoss wurde bereits 1960 entfernt. Der Altarraum wird von einem Kanzelaltar dominiert, der 1720/21 von Johann David Räntz und Johann Philipp Göbel geschaffen wurde. Zur barocken Ausstattung zählt ferner der 1721 geschaffene Taufstein, der Elias Räntz zugeschrieben wird. Auch einige ältere Ausstattungsstücke befinden sich in der Kirche: fünf kleine gotische Holzfiguren aus der Zeit um 1500 und drei Bronzeepitaphien aus dem 16. Jahrhundert. Die Bemalung der Empore und der Figuren in der Kirche, stammten ursprünglich von Johann Jakob Gundling.

### Orgel
Auf der Westempore der Altstädter Kirche befindet sich eine große Konzertorgel, die nicht nur für die Umrahmung der Gottesdienste, sondern auch für Aufführungen des Bach-Vereins Erlangen und anderer Musiker genutzt wird. Sie wurde im Jahr 1961 von der Firma E. F. Walcker & Cie. aus Ludwigsburg erbaut und 1996/97 von Thomas Jann aus Allkofen im Landkreis Straubing-Bogen restauriert. Das Instrument mit mechanischer Spiel- und elektrischer Registertraktur umfasst insgesamt 46 Register auf drei Manualen und Pedal. Der barocke Prospekt von Johann Christoph Wiegleb stammt aus der Zeit um 1720 und wurde um 1760 von dem Orgelbauer Georg Ludwig Krämer aus Bamberg im Zuge eines Orgelumbaus von fünf auf neun Achsen erweitert. Die Disposition der Orgel lautet wie folgt:
| I Hauptwerk C–g3 |                 |       |
| 1.               | Bordun          | 16′   |
| 2.               | Principal       | 8′    |
| 3.               | Spitzflöte      | 8′    |
| 4.               | Oktave          | 4′    |
| 5.               | Viola           | 4′    |
| 6.               | Rohrflöte       | 4′    |
| 7.               | Quinte          | 2 ⁄3′ |
| 8.               | Oktave          | 2′    |
| 9.               | Quinte          | 1 ⁄3′ |
| 10.              | Rauschflöte III |       |
| 11.              | Cornett V       |       |
| 12.              | Mixtur IV       |       |
| 13.              | Trompete        | 8′    |

| II Oberwerk C–g3 |            |        |
| 14.              | Principal  | 8′     |
| 15.              | Gedeckt    | 8′     |
| 16.              | Praestant  | 4′     |
| 17.              | Nachthorn  | 4′     |
| 18.              | Nasard     | 2 ⁄3′  |
| 19.              | Principal  | 2′     |
| 20.              | Terz       | 1 3⁄5′ |
| 21.              | Quinte     | 1 ⁄3′  |
| 22.              | Cimbel III |        |
| 23.              | Krummhorn  | 8′     |
|                  | Tremulant  |        |

| III Schwellwerk C–g3 |                  |     |
| 24.                  | Gedeckt          | 16′ |
| 25.                  | Flötenprincipal  | 8′  |
| 26.                  | Lieblich Gedeckt | 8′  |
| 27.                  | Viola da Gamba   | 8′  |
| 28.                  | Vox Coelestis    | 8′  |
| 29.                  | Oktave           | 4′  |
| 30.                  | Koppelflöte      | 4′  |
| 31.                  | Waldflöte        | 2’  |
| 32.                  | Cornett III      |     |
| 33.                  | Mixtur IV        |     |
| 34.                  | Fagott           | 16′ |
| 35.                  | Oboe             | 8′  |
|                      | Tremulant        |     |

| Pedal C–f1 |            |     |
| 36.        | Contrabass | 32′ |
| 37.        | Principal  | 16′ |
| 38.        | Subbass    | 16′ |
| 39.        | Oktavbass  | 8′  |
| 40.        | Gemshorn   | 8′  |
| 41.        | Choralbass | 4′  |
| 42.        | Pommer     | 4′  |
| 43.        | Bassflöte  | 2′  |
| 44.        | Mixtur V   |     |
| 45.        | Posaune    | 16′ |
| 46.        | Trompete   | 8′  |

- Koppeln: II/I, III/I, III/II, I/P, II/P, III/P
- Spielhilfen: 128 Setzerkombinationen

### Glocken
Die Altstädter Kirche verfügt über ein vierstimmiges Geläut mit der Tonfolge d1–f1–g1–b1. Die vier Glocken wurden im Jahr 1957 von der Glocken- und Kunstgießerei Rincker im hessischen Sinn hergestellt.

## Sonstiges
Die Kirchweih der Altstädter Dreifaltigkeitskirche wird an Trinitatis gefeiert, also am Sonntag nach Pfingsten. Seit 1755 wird sie als Bergkirchweih am Altstädter Schießhaus, gelegen am Fuße des Erlanger Burgbergs, abgehalten. Das Fest wurde im Laufe der Zeit auf zwölf Tage bis über das Pfingstwochenende hinaus verlängert, dauert also nunmehr vom Donnerstag vor Pfingsten bis zum Montag nach Trinitatis, und zählt heute mit regelmäßig über einer Million Besuchern zu den fünf größten Volksfesten Bayerns.